# Scheuchzerita
La scheuchzerita és un mineral de la classe dels silicats. Rep el nom pel naturalista suís Johann Jakob Scheuchzer (1672-1733), que va ocupar la càtedra de física i matemàtiques de la Universitat de Zúric.

## Característiques
La scheuchzerita és un silicat de fórmula química Na(Mn,Mg,Zn)9[VSi9O28(OH)](OH)₃. Va ser aprovada com a espècie vàlida per l'Associació Mineralògica Internacional l'any 2004. Cristal·litza en el sistema triclínic. La seva duresa a l'escala de Mohs és 2,5.
Segons la classificació de Nickel-Strunz, la scheuchzerita pertany a «09.DM - Inosilicats amb 6 cadenes senzilles periòdiques» juntament amb els següents minerals: stokesita, calciohilairita, hilairita, komkovita, sazykinaïta-(Y), pyatenkoïta-(Y), gaidonnayita, georgechaoïta, chkalovita, vlasovita, revdita i terskita.
L'exemplar que va servir per a determinar l'espècie, el que es coneix com a material tipus, es troba conservat al Museu geològic cantonal de Lausana, a Suïssa, amb el número d'espècimen: mgl 79355.

## Formació i jaciments
Va ser descoberta a la mina Fianel, situada a la localitat d'Ausserferrera, a la vall de Ferrera (Grisons, Suïssa). També ha estat descrita a les mines Monte Alpe i Valgraveglia, ambdues a Ligúria (Itàlia). Aquests indrets són els únics de tot el planeta on ha estat descrita aquesta espècie mineral.